# 233E busz (Budapest)

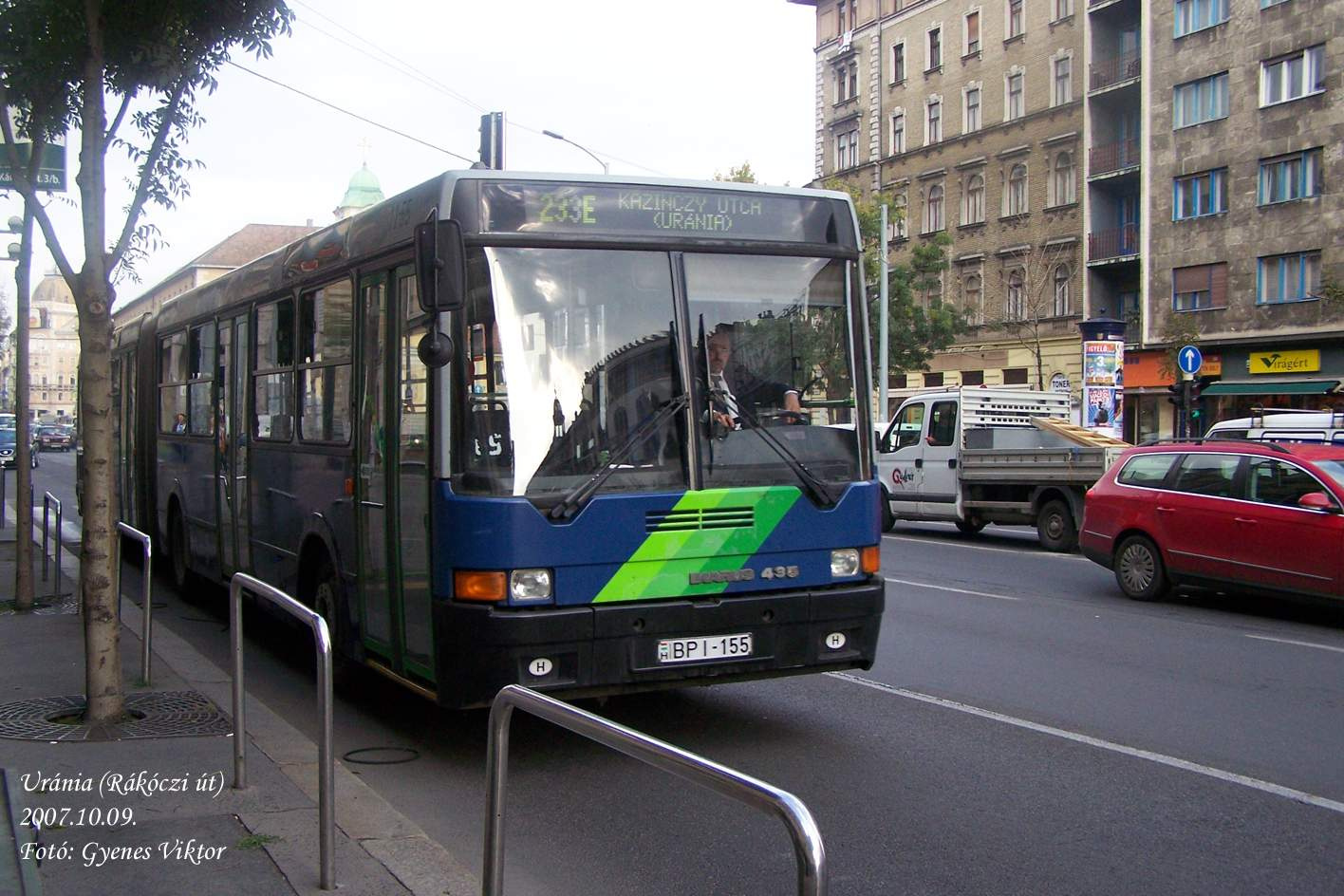
Ikarus 435-ös busz 2007-ben az Uránia előtt

A budapesti 233E jelzésű autóbusz Budatétény vasútállomás (Campona) és a Bosnyák tér között közlekedett. A vonalat a Budapesti Közlekedési Zrt. és a VT-Arriva üzemeltette.

## Története
2007. augusztus 21-étől a Szabadság híd lezárása miatt a Tétény-busz helyett az Urániáig meghosszabbított 233E jelzésű busz közlekedett, ami reggel a Belváros, délután a Campona felé a Rózsakert utca–VII. utca–Dózsa György út útvonalon betért a Rózsakert lakótelepre is. A napközben induló járatok ezt az útszakaszt nem érintették. 2008. december 20-án, a Szabadság híd megnyitásával tehermentesítő jellege megszűnt, ezért csak a munkanapi csúcsidőszakokban indult. 2013. június 1-jén a 7-es és a 33-as buszcsalád átszervezésével az útvonala – a 133E jelzéssel ellátott korábbi 33E busszal együtt – a Bosnyák térig hosszabbodott. A két gyorsjárat megállókiosztása a közös szakaszukon javarészt megegyezett, kivéve a Budafoki úton és a Nagytétényi úton, ahol egyes megállókat felváltva szolgáltak ki. Az M4-es metró 2014-es átadásához kapcsolódóan átalakult a felszíni járatok közlekedése, emiatt március 28-án üzemzárással megszűnt, helyét 31-étől az Újpalotáig közlekedő 233-as busz vette át. A viszonylat a 233E-hez képest a budai oldalon több helyen állt meg, viszont az Astoria és Újpalota között gyorsjáratként közlekedett.

## Útvonala
| Budatétény vasútállomás (Campona) felé | Bosnyák tér felé |
| --- | --- |
| Bosnyák tér vá. – Csömöri út – forduló – Thököly út – Baross tér – Rákóczi út – Kossuth Lajos utca – Ferenciek tere – Szabad sajtó út – Erzsébet híd – Szent Gellért rakpart – Szent Gellért tér – Műegyetem rakpart – Budafoki út – Hunyadi János út – Kitérő út – Leányka utca – Kossuth Lajos utca – Nagytétényi út – Rózsakert utca – VII. utca – Dózsa György út – Minta utca – Nagytétényi út – Budatétény vasútállomás (Campona) vá. | Budatétény vasútállomás (Campona) vá. – Nagytétényi út – Minta utca – Dózsa György út – VII. utca – Rózsakert utca – Nagytétényi út – Mária Terézia utca – Leányka utca – Kitérő út – Hunyadi János út – Budafoki út – Műegyetem rakpart – Szent Gellért tér – Szent Gellért rakpart – Erzsébet híd – Szabad sajtó út – Ferenciek tere – Kossuth Lajos utca – Rákóczi út – Baross tér – Thököly út – Bosnyák tér vá. |

## Megállóhelyei
| 233E (Kazinczy utca (Uránia) – Budatétény, Campona))                                                | 233E (Kazinczy utca (Uránia) – Budatétény, Campona))   | 233E (Kazinczy utca (Uránia) – Budatétény, Campona))                                   | 233E (Kazinczy utca (Uránia) – Budatétény, Campona))   | 233E (Kazinczy utca (Uránia) – Budatétény, Campona))   | 233E (Kazinczy utca (Uránia) – Budatétény, Campona))   | 233E (Kazinczy utca (Uránia) – Budatétény, Campona)) | 233E (Kazinczy utca (Uránia) – Budatétény, Campona))   |
| 233E (Bosnyák tér – Budatétény vasútállomás (Campona))                                              | 233E (Bosnyák tér – Budatétény vasútállomás (Campona)) | 233E (Bosnyák tér – Budatétény vasútállomás (Campona))                                 | 233E (Bosnyák tér – Budatétény vasútállomás (Campona)) | 233E (Bosnyák tér – Budatétény vasútállomás (Campona)) | 233E (Bosnyák tér – Budatétény vasútállomás (Campona)) | 233E (Bosnyák tér – Budatétény vasútállomás (Campona)) | 233E (Bosnyák tér – Budatétény vasútállomás (Campona)) |
| Perc (↓)                                                                                            | Perc (↓)                                               | Megállóhely                                                                            | Perc (↑)                                               | Perc (↑)                                               | Átszállási kapcsolatok                                 | Átszállási kapcsolatok |                                                        |
| 2007                                                                                                | 2014                                                   | Megállóhely                                                                            | 2007                                                   | 2014                                                   | a járat indításakor (2007)                             | a járat megszűnésekor (2014) |                                                        |
| --------------------------------------------------------------------------------------------------- | ------------------------------------------------------ | -------------------------------------------------------------------------------------- | ------------------------------------------------------ | ------------------------------------------------------ | ------------------------------------------------------ | --- | ------------------------------------------------------ |
| ∫                                                                                                   | 0                                                      | Bosnyák tér végállomás (2013–14)                                                       | ∫                                                      | 58                                                     | Nem érintette                                          | 7, 7A, 7E, 32, 107E, 124, 125, 133E, 277 3, 62, 62A |                                                        |
| ∫                                                                                                   | 1                                                      | Bosnyák tér                                                                            | ∫                                                      | ∫                                                      | Nem érintette                                          | 7, 7A, 7E, 32, 107E, 124, 125, 133E, 277 3, 62, 62A |                                                        |
| ∫                                                                                                   | 2                                                      | Tisza István tér                                                                       | ∫                                                      | 56                                                     | Nem érintette                                          | 7, 7A, 7E, 133E 82 |                                                        |
| ∫                                                                                                   | 4                                                      | Zugló vasútállomás                                                                     | ∫                                                      | 54                                                     | Nem érintette                                          | 5, 7, 7A, 7E, 107E, 133E 1, 1A 72 Budapest–Cegléd–Szolnok, Budapest–Lajosmizse–Kecskemét, IC, sebesvonat, gyorsvonat                                            |                                                        |
| ∫                                                                                                   | 8                                                      | Reiner Frigyes park                                                                    | ∫                                                      | 51                                                     | Nem érintette                                          | 5, 7, 7A, 30, 30A, 133E, 230 |                                                        |
| ∫                                                                                                   | 10                                                     | Keleti pályaudvar M                                                                    | ∫                                                      | 49                                                     | Nem érintette                                          | 5, 7, 7A, 7E, 20E, 30, 30A, 107E, 133E, 178, 230 24 73, 76, 78, 79, 80, 80A 1102 Budapest–Hatvan, Budapest–Újszász–Szolnok, IC, EC, EN, sebesvonat, gyorsvonat, |                                                        |
| ∫                                                                                                   | 13                                                     | Blaha Lujza tér M                                                                      | ∫                                                      | 45                                                     | Nem érintette                                          | 5, 7, 7A, 7E, 99, 107E, 133E, 178, 217E 4, 6, 28, 28A, 37, 37A, 62 74                                                                                           |                                                        |
| 0                                                                                                   | ∫                                                      | Kazinczy utca (Uránia) végállomás (2007–13)                                            | 44                                                     | ∫                                                      | 7, 73, 78, 239 74                                      | Nem érintette |                                                        |
| 1                                                                                                   | 15                                                     | Astoria M                                                                              | 43                                                     | 43                                                     | 7, 9, 47-49V, 73, 78, 112, 149V, 239 74                | 5, 7, 7A, 8, 9, 15, 112, 133E, 178, 239 47, 49 74 |                                                        |
| 3                                                                                                   | 17                                                     | Ferenciek tere M                                                                       | 40                                                     | 41                                                     | 5, 7, 8, 47-49V, 73, 78, 112, 239                      | 5, 7, 7A, 7E, 8, 15, 107E, 112, 133E, 178, 239 |                                                        |
| 7                                                                                                   | 21                                                     | Szent Gellért tér                                                                      | 37                                                     | 37                                                     | 7, 47-49V, 73, 86, 149V 18, 19, 41, 41A, 56            | 7, 7A, 86, 133E 18, 19, 41, 47, 49 |                                                        |
| 10                                                                                                  | 24                                                     | Budafoki út (Szerémi sor) (korábban: Szerémi sor (↓) Október huszonharmadika utca (↑)) | 33                                                     | 33                                                     | 3, 3, 12, 86, 149V 4                                   | 33, 86, 133E, 212 4 |                                                        |
| 12                                                                                                  | 28                                                     | Kelenföldi Erőmű                                                                       | 30                                                     | 29                                                     | 3, 3, 103 Távolsági járatok                            | 33, 103, 133E 705 Távolsági járatok |                                                        |
| ∫                                                                                                   | 30                                                     | Hengermalom út                                                                         | ∫                                                      | 27                                                     | Nem érintette                                          | 33, 103, 133E |                                                        |
| 20                                                                                                  | 37                                                     | Leányka utcai lakótelep (korábban: Leányka utca)                                       | 21                                                     | 20                                                     | 3, 14, 58, 114 56                                      | 33, 58, 114, 141, 213, 214, 250, 250A 47 |                                                        |
| 22                                                                                                  | 38                                                     | Savoyai Jenő tér                                                                       | 19                                                     | 19                                                     | 3, 14, 58, 114, 150, 250 56                            | 33, 58, 114, 141, 213, 214, 250, 250A, 251 47 |                                                        |
| 23                                                                                                  | 39                                                     | Városház tér                                                                           | 18                                                     | 18                                                     | 3, 3, 14, 58, 114, 150, 250 56 Budafok-Belváros        | 33, 58, 114, 133E, 141, 213, 214, 250, 250A, 251 47 S30 , S35 , S40 , S42 , G42 , G43                                                                           |                                                        |
| 25                                                                                                  | ∫                                                      | Vágóhíd utca                                                                           | 16                                                     | ∫                                                      | 3, 14, 114                                             | Nem érintette |                                                        |
| 26                                                                                                  | 42                                                     | Háros vasútállomás (korábban: József Attila utca)                                      | 15                                                     | 14                                                     | 3, 3, 14, 114 Budafok-Háros                            | 33, 114, 133E, 213, 214 S40 , S42 |                                                        |
| 27                                                                                                  | ∫                                                      | Háros utca                                                                             | 14                                                     | ∫                                                      | 3, 14, 114                                             | Nem érintette |                                                        |
| 29                                                                                                  | 45                                                     | Jókai Mór utca                                                                         | 12                                                     | 12                                                     | 3, 3, 14, 114                                          | 33, 114, 133E, 138, 150, 213, 214 |                                                        |
| 30                                                                                                  | 47                                                     | Lépcsős utca                                                                           | 11                                                     | 10                                                     | 3, 3, 14, 50, 114, 138                                 | 33, 114, 133E, 138, 150, 213, 214 |                                                        |
| A szürke hátterű megállókat délelőtt az Uránia / Bosnyák tér felé, délután a Campona felé érintette |                                                        |                                                                                        |                                                        |                                                        |                                                        | |                                                        |
| 31                                                                                                  | 49                                                     | Budatétényi sorompó                                                                    | 10                                                     | 8                                                      | 3, 3, 13, 14, 113, 113A, 114 Helyközi buszok           | 13, 33, 113, 113A, 114, 133E, 213, 214 700, 758 |                                                        |
| 32                                                                                                  | 50                                                     | Tűzliliom utca                                                                         | 8                                                      | 7                                                      | 14, 114                                                | 114 |                                                        |
| 33                                                                                                  | 50                                                     | Rákóczi út                                                                             | 7                                                      | 6                                                      | 14, 114                                                | 114 |                                                        |
| 34                                                                                                  | 51                                                     | Terv utca                                                                              | 6                                                      | 5                                                      | 14, 114                                                | 114 |                                                        |
| 35                                                                                                  | 52                                                     | Szent László utca (korábban: VII. utca)                                                | 5                                                      | 4                                                      | 14, 114                                                | 114, 213, 214 |                                                        |
| 36                                                                                                  | 53                                                     | Tátra utca (korábban: Tátra utca (↓) IV. utca (↑))                                     | 4                                                      | 3                                                      | 14                                                     | 213, 214 |                                                        |
| 37                                                                                                  | 54                                                     | I. utca (korábban: Dráva utca (↓) Dózsa György út (↑))                                 | 3                                                      | 2                                                      | 13, 14, 113, 113A Helyközi buszok                      | 13, 113, 113A, 213, 214 758 |                                                        |
| ∫                                                                                                   | 55                                                     | Budatétényi sorompó                                                                    | ∫                                                      | 1                                                      | Nem érintette                                          | 13, 33, 113, 113A, 114, 133E, 213, 214 700, 758 |                                                        |
| 40                                                                                                  | 57                                                     | Budatétény vasútállomás (Campona) végállomás (2007–14) (korábban: Budatétény, Campona) | 0                                                      | 0                                                      | 13, 50, 113, 113A, 138 Helyközi buszok Budatétény      | 13, 113, 113A, 138, 150 700, 758 S40 , S42 , G43 |                                                        |